# Рафтер-Джей-Ранч (Вайоминг)
Рафтер-Джей-Ранч (англ. Rafter J Ranch) — статистически обособленная местность, расположенная в округе Титон (штат Вайоминг, США) с населением в 1138 человек по статистическим данным переписи 2000 года.

## География
По данным Бюро переписи населения США, статистически обособленная местность Рафтер-Джей-Ранч имеет общую площадь в 1,81 квадратных километров, водных ресурсов в черте населённого пункта не имеется.
Статистически обособленная местность Рафтер-Джей-Ранч расположена на высоте 1848 метров над уровнем моря.

## Демография
По данным переписи населения 2000 года, в Рафтер-Джей-Ранче проживало 1138 человек, 304 семьи, насчитывалось 432 домашних хозяйств и 466 жилых домов. Средняя плотность населения составляла около 670 человек на один квадратный километр. Расовый состав Рафтер-Джей-Ранча по данным переписи распределился следующим образом: 97,36 % белых, 0,18 % — коренных американцев, 0,79 % — азиатов, 1,14 % — представителей смешанных рас, 0,18 % — других народностей. Испаноговорящие составили 1,85 % от всех жителей статистически обособленной местности.
Из 432 домашних хозяйств в 39,4 % — воспитывали детей в возрасте до 18 лет, 61,6 % представляли собой совместно проживающие супружеские пары, в 6,9 % семей женщины проживали без мужей, 29,4 % не имели семей. 16,9 % от общего числа семей на момент переписи жили самостоятельно, при этом 3,7 % составили одинокие пожилые люди в возрасте 65 лет и старше. Средний размер домашнего хозяйства составил 2,63 человек, а средний размер семьи — 2,99 человек.
Население статистически обособленной местности по возрастному диапазону по данным переписи 2000 года распределилось следующим образом: 26,5 % — жители младше 18 лет, 6,9 % — между 18 и 24 годами, 34,3 % — от 25 до 44 лет, 28,4 % — от 45 до 64 лет и 4,0 % — в возрасте 65 лет и старше. Средний возраст жителей составил 37 лет. На каждые 100 женщин в Рафтер-Джей-Ранче приходилось 110,7 мужчин, при этом на каждые сто женщин 18 лет и старше приходилось 109,0 мужчин также старше 18 лет.
Средний доход на одно домашнее хозяйство в статистически обособленной местности составил 63 199 долларов США, а средний доход на одну семью — 65 781 доллар. При этом мужчины имели средний доход в 37 125 долларов США в год против 31 771 доллар среднегодового дохода у женщин. Доход на душу населения в статистически обособленной местности составил 28 078 долларов в год. 6,2 % от всего числа семей в округе и 5,2 % от всей численности населения находилось на момент переписи населения за чертой бедности, при этом 6,1 % из них были моложе 18 лет.